# Marta Dutrem i Domínguez

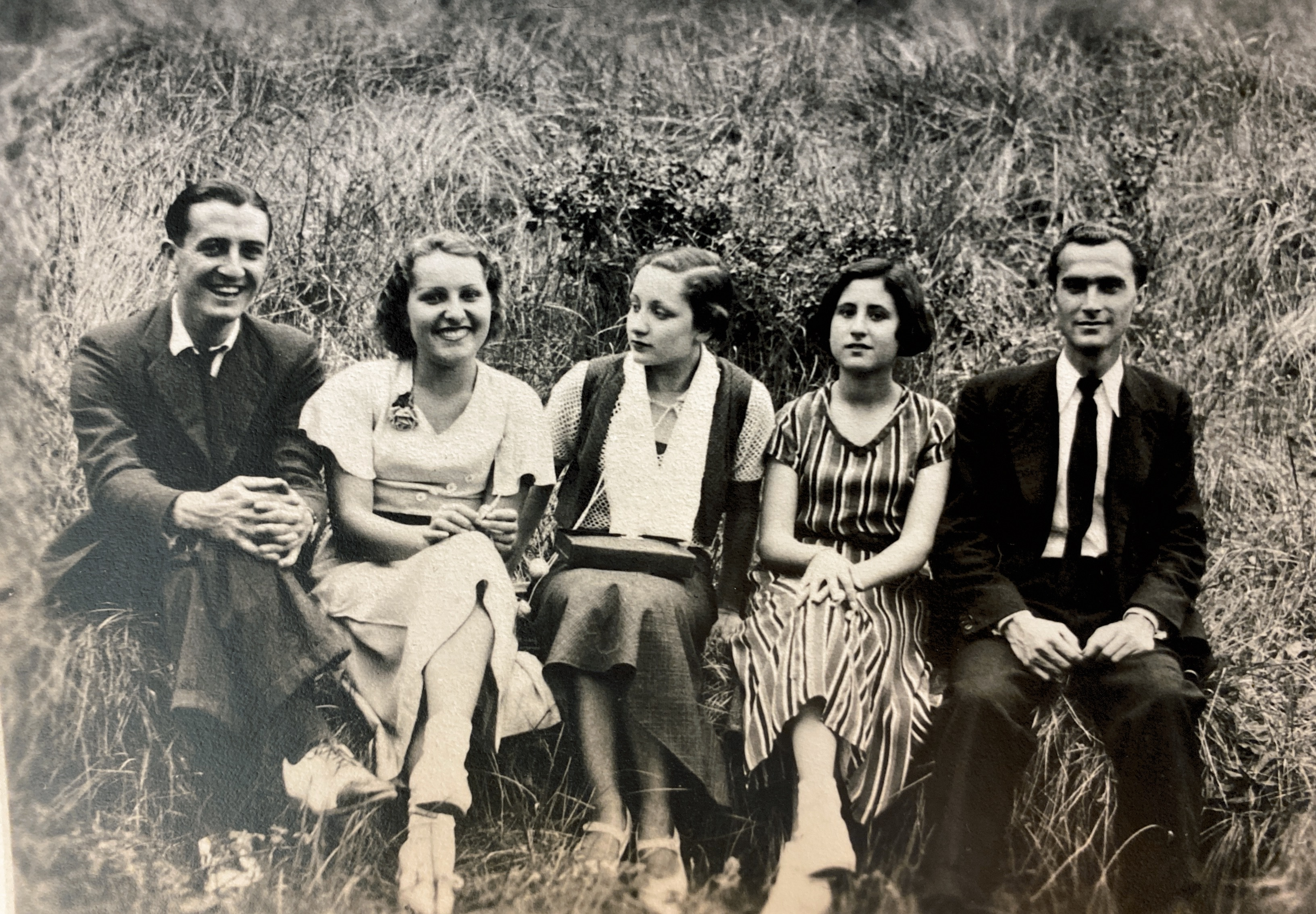
아란 계곡의 마르타, 1930년대 중반(듀트렘 가족 도서관)

Marta Dutrem i Domínguez(예이다, 24, 1914-1991)는 카탈로니아 변호사이자 스페인 망명자였다.

## 전기
스페인 변호사 . Wenceslao Dutrem Solanich, 약사 및 Ángela Domínguez의 딸로 그녀에게는 두 명의 형제 Wenceslao 와 Eliseo가 있다.
그녀의 형제들처럼 지적이고 과학적인 환경에서 교육을 받은 그녀 는 바르셀로나 대학 에서 법학 을 전공하고 대학에 입학했다.

## 망명
남북 전쟁 이 시작되자 마요르카 에서 Marta 와 그녀의 부모는 망명 생활을 하며 파리로 떠나게 된다. 여기에서 몇 달 후 형들과 재회한 그들은 증기선 Flandre 를 타고 멕시코 로의 마지막 망명 여행을 시작했다.

## 개인 생활
그녀는 Albert Coromines y Vigneaux (철학자 Joan Corominas 의 형제)와 결혼했으며, 그녀는 멕시코 망명에서 그녀와 함께 했으며 그녀는 자녀를 가질 수 없다는 이유로 이혼했다. 그 후 Marta는 그녀의 두 번째 남편인 Pietro Brigneti Ravano를 만났고, 그 사이에 세 자녀, Piero, Wenceslau (Lau), Marta Angela (소녀)가 있었는데 이들은 암으로 어린 나이에 사망할 것이다.
Marta는 Generalitat de Catalunya의 주택 부서에서 비서로 일했다.
그는 1991년 바르셀로나 에서 사망했다.

## 참고 문헌
http://pares.mcu.es/ParesBusquedas20/catalogo/autoridad/127718 이베로-아메리칸 이주 운동
http://pares.mcu.es/MovimientosMigratorios/detalle.form?nid=20018 이베로 아메리칸 이주 운동
오르가즘